# Португалия на летних Олимпийских играх 1936
Португалия принимала участие в Летних Олимпийских играх 1936 года в Берлине (Германия) в шестой раз за свою историю, и завоевала одну бронзовую медаль.

## Бронза
Конный спорт, мужчины — Domingos de Sousa Coutinho, José Beltrão и Luís Mena e Silva.